# Brauerei Schlösser

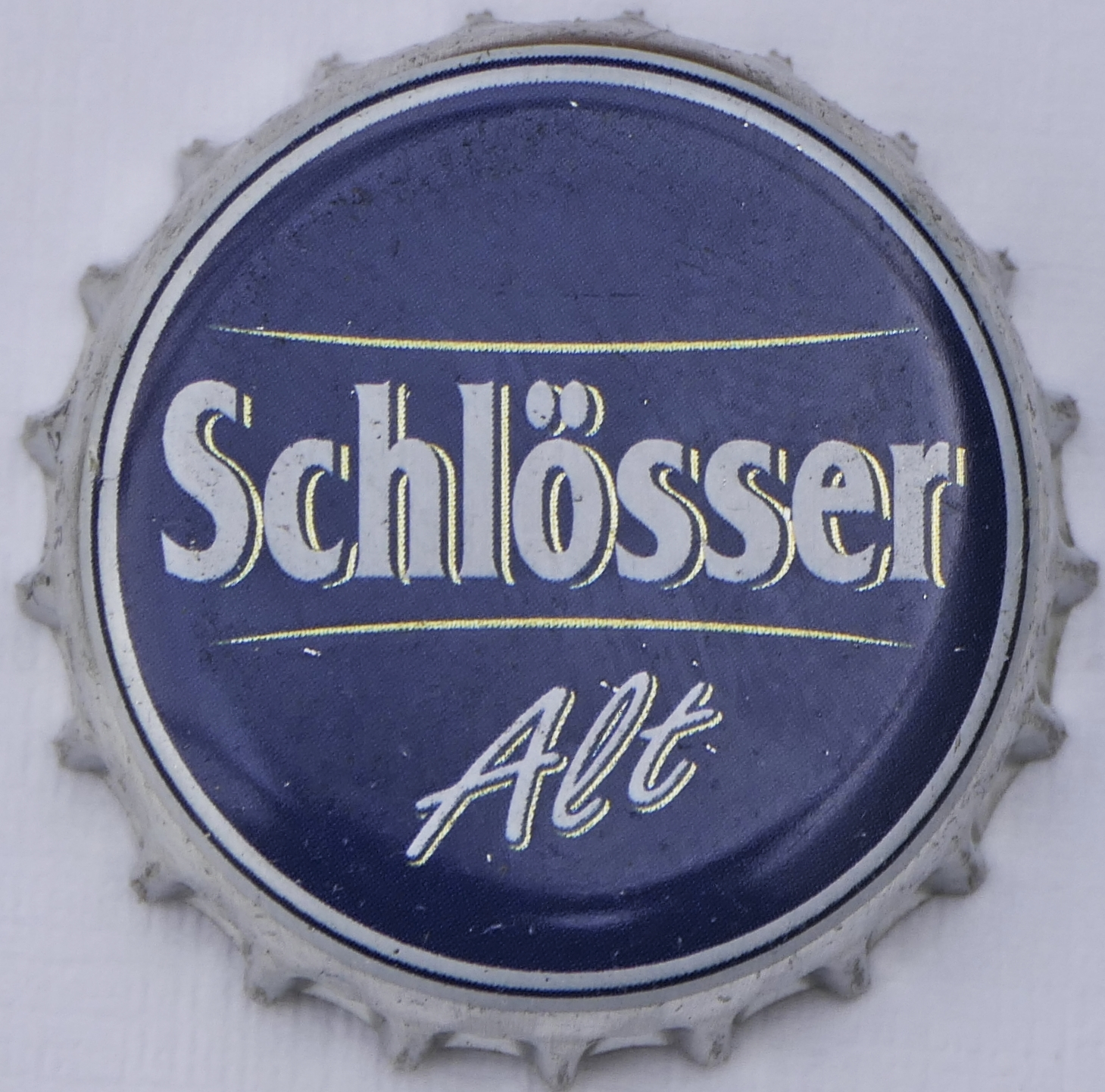
Kronkorken Schlösser Alt

Die Brauerei Schlösser war bis in die 1930er Jahre eine selbstständige Düsseldorfer Altbier-Brauerei. Sie gehört inzwischen zum Oetker-Konzern und ist unter dem Namen Brauerei Schlösser GmbH eine Tochterfirma der Radeberger Gruppe. 2002 wurde ihre letzte Düsseldorfer Braustätte geschlossen. Seitdem wird die Biersorte Schlösser Alt in Dortmund gebraut. Der Absatz betrug 2002 rund 240.000 Hektoliter.

## Geschichte

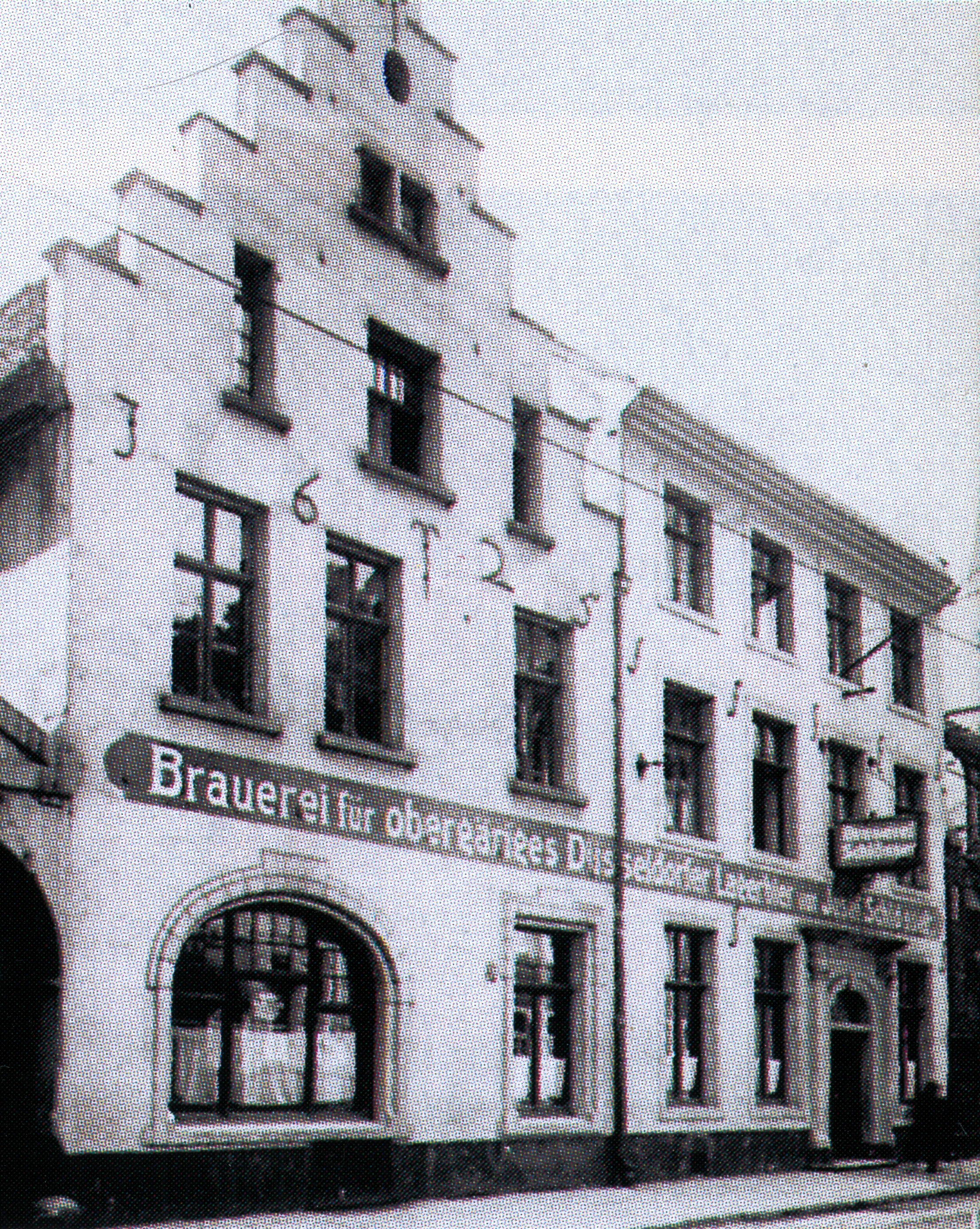
Gebäude der Brauerei Schlösser, Altestadt 3–13 (vor 1909)

Für die Gründung der Brauerei Schlösser wird normalerweise angegeben, dass diese 1873 durch die Bäckerfamilie Schlösser erfolgte. Allerdings soll zuerst die Gasthofbrauerei Im Gapstock von Johann Schlösser gepachtet worden sein. Ob dies parallel zum belegbaren Kauf des Gebäudes Altestadt Nr. 11, genannt Zum neuen Engel, 1873 geschah, ist nicht eindeutig nachweisbar.
1889 übernahm der älteste Sohn Joseph Schlösser bis 1930 die Braudass Johann Schlösser bereits 1871 im Gapstock mit der Herstellung eines Alt-Bieres begann. Ab 1873 firmierte das Unternehmen jedenfalls als Bra gasthof Johann Schlösser.erei. Unter seiner Leitung wurden bis um 1900 für Erweiterungen der Brauerei die Nachbarhäuser Altestadt Nr. 13 und danach Nr. 3–9 aufgekauft. Wegen des Ersten Weltkriegs und der Inflation wurde der Betrieb der Brauerei zwischen 1917 und 1922 eingestellt. Aufgrund der Ruhrbesetzung ab 1923 im Rahmen der Alliierten Rheinlandbesetzung wurde der Betrieb der Brauerei erneut von Februar 1923 bis April 1928 unterbrochen.
Nach der Wiederaufnahme des Braubetriebs wurde das Unternehmen 1930 in eine GmbH umgewandelt. Im gleichen Jahr, am 12. März, wurde mit der Düsseldorfer AG Schwabenbräu ein Gesellschaftervertrag abgeschlossen.
Nach dem Tode von Joseph Schlösser, am 7. Februar 1931, übernahm 1932 die AG Schwabenbräu die Brauerei Schlösser komplett. Unter der Federführung von Schwabenbräu wurde 1933 mit dem Kauf des Hauses Altestadt Nr. 1 das Firmengelände nochmals vergrößert und 1934 mit dem Bau eines neuen Sudhauses die Brauerei modernisiert.
Im Zweiten Weltkrieg wurde der Brauereibetrieb auf der Altestadt bis 1943 nicht eingestellt. Als Brauerei und Brauereiausschank Pfingsten 1943 durch Fliegerbomben weitgehend zerstört wurden, übernahm die seit 1917 oder 1921 zu Schwabenbräu gehörende Brauerei Tivoli AG (vormals Burckhardt & Greiff) in Krefeld die Herstellung von Schlösser-Alt.
Nach dem Krieg wurden Brauerei und Gaststätte in der Altestadt wieder aufgebaut. Die Einweihung der Gaststätte Brauereiausschank Schlösser mit großem Bürgersaal erfolgte am 18. November 1955. Der Bürgersaal wurde vom Brauchtum und den Düsseldorfer Jonges rege für Sitzungen und Veranstaltungen bis zum Abriss nach 1988 benutzt. Die Düsseldorfer Jonges, die 1932 von einigen Mitgliedern der Alde Düsseldorfer gegründet worden waren, hatten seinerzeit den Brauereiausschank Schlösser zu ihrem Stammlokal ausgewählt. Bis zum März 1988 bestand zwischen den Jonges und Schlösser ein besonderes Verhältnis. Unter anderem war das Archiv der Düsseldorfer Jonges in einem Gebäude der Brauerei auf der Altestadt untergebracht.
Die Herstellung von Schlösser Alt erfolgte ab 1972 auf einem Gelände an der Münsterstraße in der dortigen Brauerei Schlösser. Seit der Schließung dieser Düsseldorfer Braustätte 2002 wird Schlösser Alt in Dortmund gebraut.
Die Besitzverhältnisse änderten sich allerdings nach dem Zweiten Weltkrieg im Zuge der Konzentration der deutschen Brauereien mehrfach. 1969 bildeten die AG Schwabenbräu und die Brauerei Dieterich-Hoefel GmbH das Düsseldorfer Brauerhaus. Dieser Fusion trat die Brauerei Dortmunder Union als führender Gesellschafter bei. 1970 wurde das Düsseldorfer Brauerhaus von der Unternehmensgruppe Dortmunder Union / Berliner Schultheiss übernommen. 1974 erfolgte eine interne Umorganisation für die ehemals selbständigen Düsseldorfer Brauereien Dieterich-Hoefel, Schwabenbräu und Schlösser. Aktivitäten dieser Brauereien wurden zusammengefasst und unter dem Namen Brauerei Schlösser GmbH eine neue Tochterfirma gebildet.
Die Gruppe Dortmunder Union / Berliner Schultheiss wurde 1988 in Brau und Brunnen umbenannt. Die Brauerei Schlösser GmbH wird auch nach der Übernahme von Brau und Brunnen durch den Oetker-Konzern am 12. Februar 2004 als Tochterfirma innerhalb der Radeberger Gruppe weitergeführt.